# Baños de García Jofre
Los baños de García Jofre, conocidos también como Baños de Mateo Gago o del Bar Giralda, es un antiguo hamman islámico situado en el número 1 de la calle Mateos Gago en el centro de Sevilla. Los baños fueron construidos en época almohade, aproximadamente a finales del siglo XII, para servir a la cercana aljama (la actual catedral). Tras ser abandonados fueron rehabilitados para usarse como hotel a principios del XX, estando ocupado actualmente por el Bar Giralda. Los baños atrajeron una gran atención en 2020, cuando las reformas comenzadas tres años antes revelaron elementos decorativos bajo una capa de yeso.

## Historia
Los orígenes de los baños están envueltos en el misterio. Aparecen por primera vez en una carta de Alfonso X a la catedral, fechada el 20 de agosto de 1281: "en linde de las casas de Doña Juana, mujer de García Martínez, Don Aly (...) y de la otra parte en linde de los baños de García Jofre". Aparecen mencionados de nuevo por Sancho IV a fecha de 7 de enero de 1287, mencionando "los baños que fueron de Garci Joffre". Este personaje fue el copero de Alfonso X, puesto que le había otorgado un gran peso dentro de la corte y una gran cercanía al rey, siéndole fiel durante la rebelión de su hijo Sancho. Los documentos confirman su importancia con numerosas propiedades a su nombre, tanto en Sevilla como en otros lugares, en especial en Murcia. Tras su muerte (entre septiembre de 1285, cuando desaparece de los registros, y la autorización para su enterramiento el 6 de abril de 1286) los baños quedan de nuevo sumidos en la oscuridad.
En 1636 Rodrigo Caro hizo mención a unos restos que se han identificado con los baños de Mateos Gago:
"(…) y cerca del antiguo Cabildo de la ciudad, el quallo fue de la santa Iglesia Metropolitana, y oy sirve de Consistorio del juzgado de la Iglesia; (…) Perfeveran alli las señales de que fue baño; y algunos quieren dezir, que es parte del aquella bobeda que se ve al entrar por la borzigueneria: pero a mi no me parecen aquellos edificios de baños, antes me parecen reliquias de algun Circo, o Anfiteatro, y alli cerca se ve algun rastro de ornamentos que tales edificios solian tener, como son dos colunas muy gruesas, de las quales salen fuera de tierra poco mas de dos varas; y medida la una por lo grueso, tiene catorze palmos, o tres varas y media; a cuya proporcion correspondiendo la altura, parece que es mayor que las dos del Alameda, porque su grosedad es mayor. Parece tuvieron estas colunas alli algunas estatuas, porque asi lo muestran los asientos; assi, que los arcos de la borzigueneria, y aquellas bobedas mas parecen de Circo, o Anfiteatro, que de baños, como algunos se persuaden”.
Este testimonio deja claro que existían unos baños entre las calles Mateos Gago y Don Remondo, la antigua calle Borceguinería a la que hace alusión, además de aportar algunos detalles sobre sus elementos arquitectónicos. También confirma que estos baños ya no estaban en uso, ya que tras la conquista cristiana el uso de baños se había mantenido, construyéndose incluso otros de nueva planta. Desde finales del siglo XV, y en especial durante el siglo siguiente con la Contrarreforma, su uso fue decayendo y la mayoría ya habían cerrado a inicios del siglo XVII, con notables excepciones en Sevilla. Una mención posterior, aunque si bien dudosa, la aportó José Gestoso, que dijo ver restos de lo que parecían unos baños árabes en el cercano n.º 15 de la calle Don Remondo:
"Tiene un pozo que conserva aún restos de fábrica al estilo mauritano. Si bien modificada en los siglos XVI o XVII por alarifes mudéjares o cristianos, parece que sirvió de baño hasta poco tiempo hace y marcábase en el pavimento el sitio que ocupó su alberca, indicado con alizares de azulejos. (...) Esta habitación es un cuadro que mide 6,70 m. y consta de tres naves separadas por arcos de forma vulgar; las laterales tienen de ancho 2,70 m. y la central 3,14 m. Las primeras presentan un sistema de bóvedas cortadas por arista y la del centro contiene en éste un cupulino octogonal apoyado en pechinas de arista viva de tradición mauritana, y decimos de tradición, porque no desconocemos que estas construcciones son frecuentes también en los monumentos que siguieron la tradición musulmana".
Al Sayyid sostuvo que los restos a los que hizo alusión Gestoso, los cuales nunca fueron encontrados, se trataban en realidad de la sala abovedada que se conserva, y debido a su proximidad, los restos de aquella casa pudieron ser parte del mismo edificio. Su uso como baños quedaba también confirmado por la cercanía a la antigua mezquita, ya que la limpieza era una parte fundamental del ritual islámico y necesaria antes de la oración, por lo que en una ciudad importante eran varios los baños que se congregaban en las inmediaciones. En los años 20 del XX el edificio fue remodelado para su conversión en hotel, de la mano del arquitecto regionalista Vicente Traver Tomás. La sala abovedada pasó a ser el Bar España en 1923, y el Bar Giralda en 1934. Su posición a los pies de la Giralda y el diseño de la sala, que respetó los restos, lo hicieron célebre. No obstante, las reformas urbanísticas impulsadas por la Exposición Iberoamericana de 1929 provocaron la desaparición de parte de una de las salas debido al ensanchamiento de Mateos Gago. El bar seguiría aumentando su fama y manteniendo los antiguos baños. En 2007 la jubilación de su propietario hizo que fuese comprado por el Grupo Patanchón, que en 2017 comenzó unas reformas de la mano del arquitecto Fran Díaz para recuperar el aspecto original de los baños. En 2020 se descubrieron las lucernas (madawi) del techo, atrayendo a los arqueólogos Álvaro Jiménez, José Manuel Rodríguez, Fernando Amores y la empresa Gares. Es entonces cuando los baños obtienen su fama, resaltando su valor patrimonial.

## Descripción
La escasez de restos y el inmenso desarrollo de la zona hacen muy difícil conocer el trazado preciso del complejo. En la actualidad sólo se conservan tres salas que son usadas por el bar. Se estima que el complejo pudo medir unos 320 m2.

### Sala templada

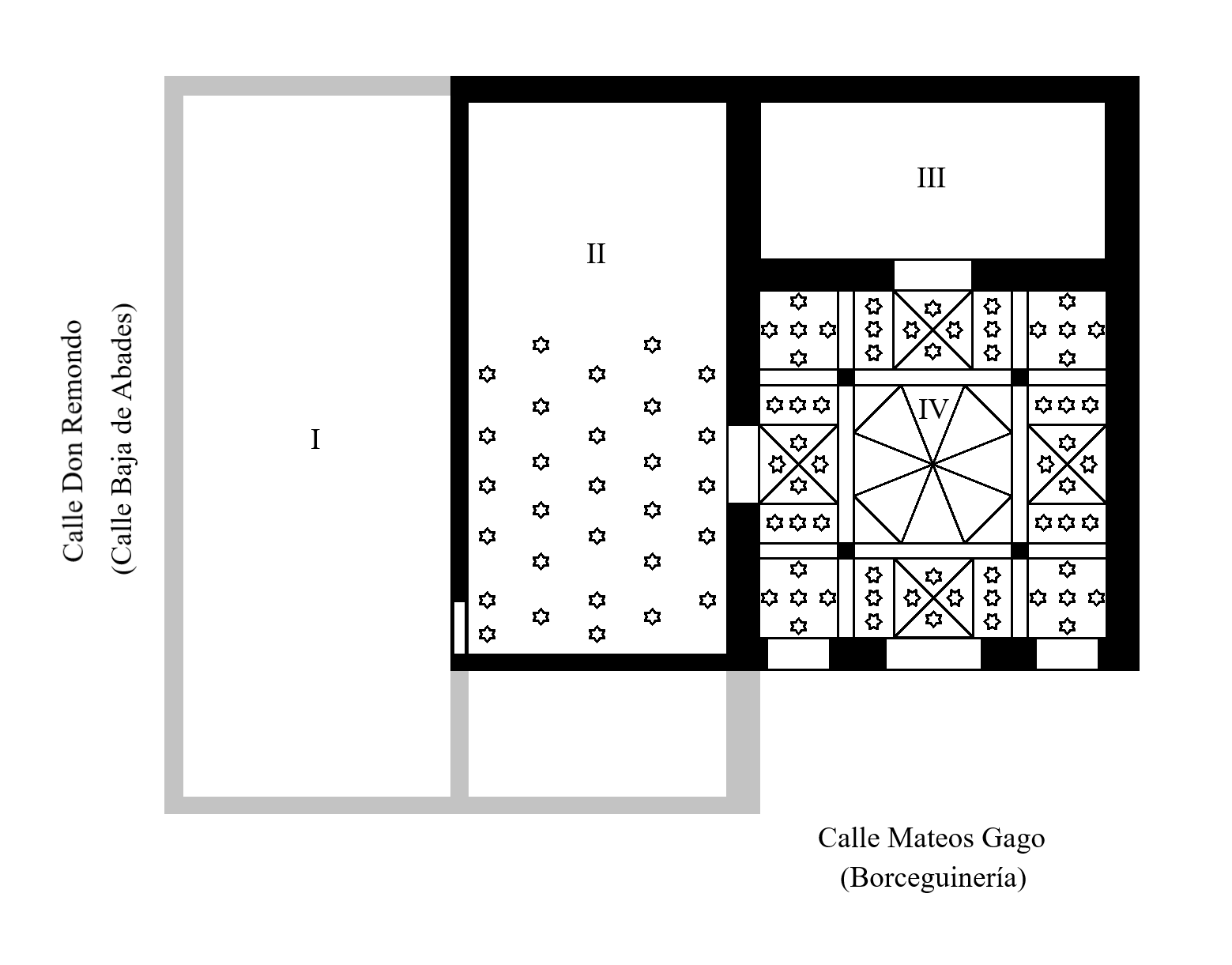
Plano de los baños, incluyendo el hipotético vestíbulo y la parte destruida de la sala fría (en gris). I- Vestíbulo, II- Sala fría, III- Sala caliente, IV- Sala templada.

La sala templada o Wastani conforma la sala principal del bar y es la más espectacular que se conserva. La función de esta sala queda demostrada por su arquitectura, siendo muy habitual en las salas templadas del hamman. Es de planta casi cuadrada de 8,3 x 7,7 m., con cuatro columnas en el centro. Sobre la parte central hay una cúpula octogonal que se sostiene mediante trompas de arista; sobre las galerías laterales hay una sucesión de bóvedas vaídas en las esquinas y bóvedas de arista en el centro, separadas por arcos fajones. Esta sala sufrió alteraciones en el siglo XVI para embellecerla: las columnas son de tipo genovés (al igual que en el Patio de los Yesos del Real Alcázar, en sustitución de las originales de ladrillo), mientras que las bóvedas y la cúpula fueron enlucidas para darles un aspecto blanco uniforme. La cúpula es una reconstrucción del siglo XVII, como demuestra su menor altura y la pérdida de las claraboyas. Las reformas llevadas a cabo en 2020 recuperaron no sólo las lucernas que permitían evacuar el vapor, sino también una decoración extremadamente rica de motivos geométricos y lazos, llegando a convertirse en el mejor ejemplo de pintura mural en unos baños andalusíes.

### Sala Fría
Inmediatamente a la izquierda de la sala principal hay otra rectangular, cubierta por una bóveda de cañón. Debido a que la entrada se habría realizado por el lado oeste a través de unas salas auxiliares que se han perdido, ésta habría sido la primera sala a la que entraría el visitante, y por tanto se suele pensar que es la sala fría o barid. Las dimensiones de la sala son de 13 m de largo por 4,10 de ancho, aunque era originalmente más larga, ya que el ensanchamiento de la calle la acortó en 2 m. El techo tiene 32 lucernas dispuestas en cinco hileras. Debido a su amplitud, se utiliza actualmente como comedor y alberga también una zona reservada de doble altura.

### Sala caliente
La última sala conservada es la sala caliente o al-sajun. Sus reducidas dimensiones la convierten en la más pequeña del conjunto, siendo accesible únicamente por la sala templada. De la estructura original sólo se conserva el arranque del arco de entrada. Su uso actual es el de cocina.

### Vestíbulo
Debido a la antigüedad de la actual calle Don Remondo y al espacio entre ésta y los baños, además de los restos descritos por Gestoso, se ha situado el vestíbulo o al-maslaj en el lado oeste. Aunque no se han hallado restos, es posible hacerse una idea de sus dimensiones teniendo en cuenta el espacio y el límite norte de los baños. El acceso podría haberse situado en la calle Don Remondo, ya que entonces era la Calle Mayor (Hara Mayur); Mateos Gago era más estrecha que en la actualidad y según las ordenanzas islámicas estaba prohibido situar la entrada a unos baños frente a la puerta de una vivienda. Al oeste de este espacio estaba el acceso a los baños mediante una puerta conservada en la sala fría. Teniendo en cuenta otros ejemplos de Hamman mejor conservados, se puede suponer que este espacio contaba con un patio porticado, una tienda para la adquisición de los productos para el baño y un almacén. A menudo en este espacio se situaban las letrinas, aunque en este caso podrían no haber sido necesarias debido a la proximidad de un espacio reservado para tal fin: la midá, que sirvió como un espacio auxiliar de la entonces Mezquita Mayor y que pudo servir también como complemento de los baños.

### Aprovisionamiento
Los baños se situaban en una zona central de la ciudad, que a la vez era la más antigua y la más elevada. Dada la presencia romana en la ciudad, es posible que se pudiesen haber reutilizado canalizaciones anteriores del mismo modo que los Caños de Carmona fueron restaurados y puestos en uso de nuevo. Esta restauración, descrita por el cronista Ibn Sahib al-Salat, permitió abastecer Sevilla con un suministro constante y abundante de agua, que se almacenaba en un depósito en la Calle Mayor. La ya mencionada altitud de la zona permitía distribuir el agua por la ciudad con mayor facilidad, lo que explicaría el elevado número de baños (hasta cuatro) y la proximidad de la Mezquita Mayor en un espacio tan localizado. Los baños se habrían beneficiado enormemente de este depósito cercano, así como de cualquier posible canalización de origen romano que se hubiese hallado y restaurado.